# Mandrágora
A mandrágora é uma planta da família das Solanaceae, de origem eurasiana, herbácea, acaule, dotada de flores campanuliformes (forma de sino) e frutos bacáceos. Seus frutos amarelos, carnosos, aromáticos e tóxicos eram chamados de "as maçãs do diabo" pelos árabes devido a supostos efeitos afrodisíacos. As várias crendices e lendas ao redor desta planta provavelmente se originaram do fato de ela possuir uma raiz principal bifurcada bastante ramificada, muitas vezes assemelhando-se à forma humana.

## Espécies
- Mandragora autumnalis
- Mandragora officinarum
- Mandragora turcomanica
- Mandragora caulescens
- «Lista completa»

## Utilização
São-lhe atribuídas propriedades tóxicas e medicinais: afrodisíaca, alucinógena, analgésica e narcótica.
O uso da raiz da planta é muito antigo, encontrando-se citado nos textos bíblicos em Gênesis 30:14 e Cantares 7:13. No Egito, as bagas de mandrágora, com grossura de uma noz, de cor branca ou avermelhada, eram vistas como símbolo de amor, provavelmente por suas características afrodisíacas. Entre os gregos, era chamada de Planta de Circe, a Mágica, que inspirava um temor reverente. Plínio, observava, de acordo com Teofastro: "os que colhem a mandrágora têm o cuidado de não receber vento pela frente. Eles descrevem três círculos em torno dela, com uma espada, depois a tiram da terra voltando as costas para o Sol poente... A raiz dessa planta, triturada com óleo de rosas e vinho, cura as inflamações e as dores dos olhos". Chamavam-na ainda, no século XVIII, de mão da glória e se atribuía a ela devolver em dobro, o que houvesse recebido: dois escudos de ouro em retorno de um escudo, duas medidas de grãos em retorno de uma. Segundo lendas medievais, as raízes da mandrágora deveriam ser colhidas em noite de lua cheia, puxadas para fora da terra por uma corda presa a um cão preto; e se outro animal ou pessoa fizesse esta tarefa, a raiz "gritaria" tão alto que o mataria. Outra lenda refere que a mandrágora tinha como semente o Sêmen de um homem enforcado.
Apesar do grande interesse demonstrado nessa planta ao longo dos tempos e do uso secular das raízes na medicina tradicional, surpreendentemente poucos trabalhos foram publicados sobre seus componentes químicos. Entre os alcaloides referidos na sua constituição, possivelmente em mais de uma espécie,  encontram-se a hiosciamina,  hioscina, apoatropina.

## Na ficção
- Vexes ofereceu a Tracio - Spartacus para alívio da dor, quando ele estava no fosso do inferno, lutando como um cão.
- essa planta também foi citada por Shakespeare em Romeu e Julieta, e acredita-se que o remédio que Julieta tomou para fingir estar morta tenha sido extraído dela.
- O livro A Mandrágora, de Nicolau Maquiavel, conta histórias de manipulações políticas.
- Em Doctor Who, a Mandrágora é referenciada na 14a temporada da série clássica, no episódio The Masque of Mandragora.
- Em Harry Potter e a Câmara Secreta, uma versão bruxa da Mandrágora aparece, nessa história, ela grita de verdade quando extraída da terra.
- Em O Labirinto do Fauno, a Mandrágora é utilizada para fazer com que as dores de uma gravidez de risco sejam amenizadas.
- Em Merlin a seiva das Mandrágoras era usada para causar alucinações.
- Mandrágoras aparecem como inimigos em Castlevania: Aria of Sorrow, onde saem da terra e gritam caso o jogador não as mate rapidamente ao entrar na sala.
- No anime Little Witch Academia, a Mandrágora é uma planta da floresta de Arcturus, com uma aparência física muito parecida às plantas carnívoras.
- No game Ragnarök Online, a Mandrágora é um monstro temível, vulnerável ao fogo.
- No jogo The Witcher 3: Wild Hunt, as raízes de Mandrágora são usadas na criação de poções.
- No jogo Don't Starve, as Mandrágoras aparecem como raros personagens, morrendo se colhidas durante o dia, porém, seguindo o jogador e o ajudando se colhidas durante a noite, até o amanhecer, quando se plantam novamente; No jogo, a Mandrágora morta pode consumida ou cozida, ambos os atos fazem a planta gritar, colocando o jogador e qualquer outro personagem próximo para dormir.
- No Jogo Monster Hunter World, Mandragora e um cogumelo raro usado para fazer poções.
- No jogo Haunting Ground para Playstation 2 (spin off da série Clock Tower) as mandrágoras também aparecem e utilizam seus gritos para aumentar o pânico da personagem principal. Neste game, tais plantas se apresentam em diversas cores (incluindo branco, vermelho, roxo, amarelo e azul) e são utilizadas durante a resolução de um dos puzzles.
- No anime Saint Seiya, existe um espectro de Hades que usa uma surplice (armadura) de Mandrágora.
- No anime Kobayashi san Chi no Maid Dragon, existe uma planta mágica usada por Tohru  para fazer uma poção do amor.
- No tibia (Jogo RPG online), a mandrágora é utilizada para fazer a roupa de um shaman.
- No anime Slime Taoshite 300-nen Shiranai Uchi Ni Level Max Ni Nattemashita , a personagem Eno, faz Pílulas de Mandrágora, que curam a protagonista Azusa Aizawa de um veneno que a fez ficar pequena, devido à um cogumelo venenoso ingerido por engano.

## Ver também

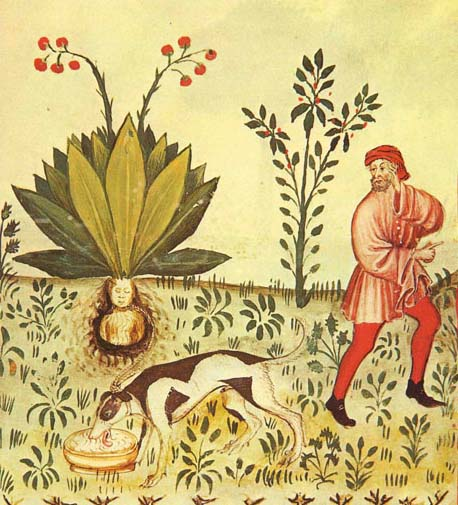
Ilustração do manuscrito do séc XV "Tacuinum Sanitatis"

## Galeria de fotos

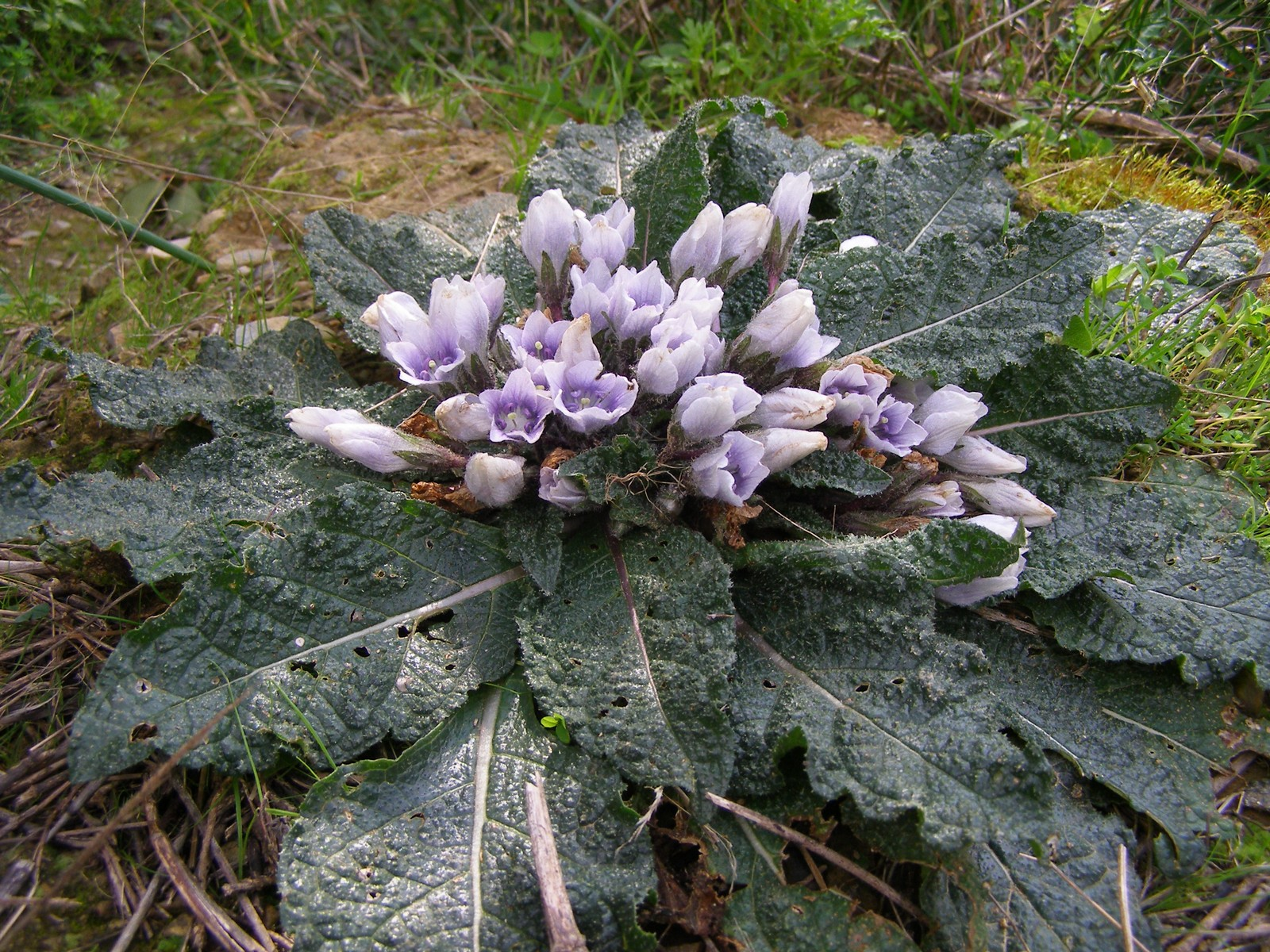
Mandragora officinarum
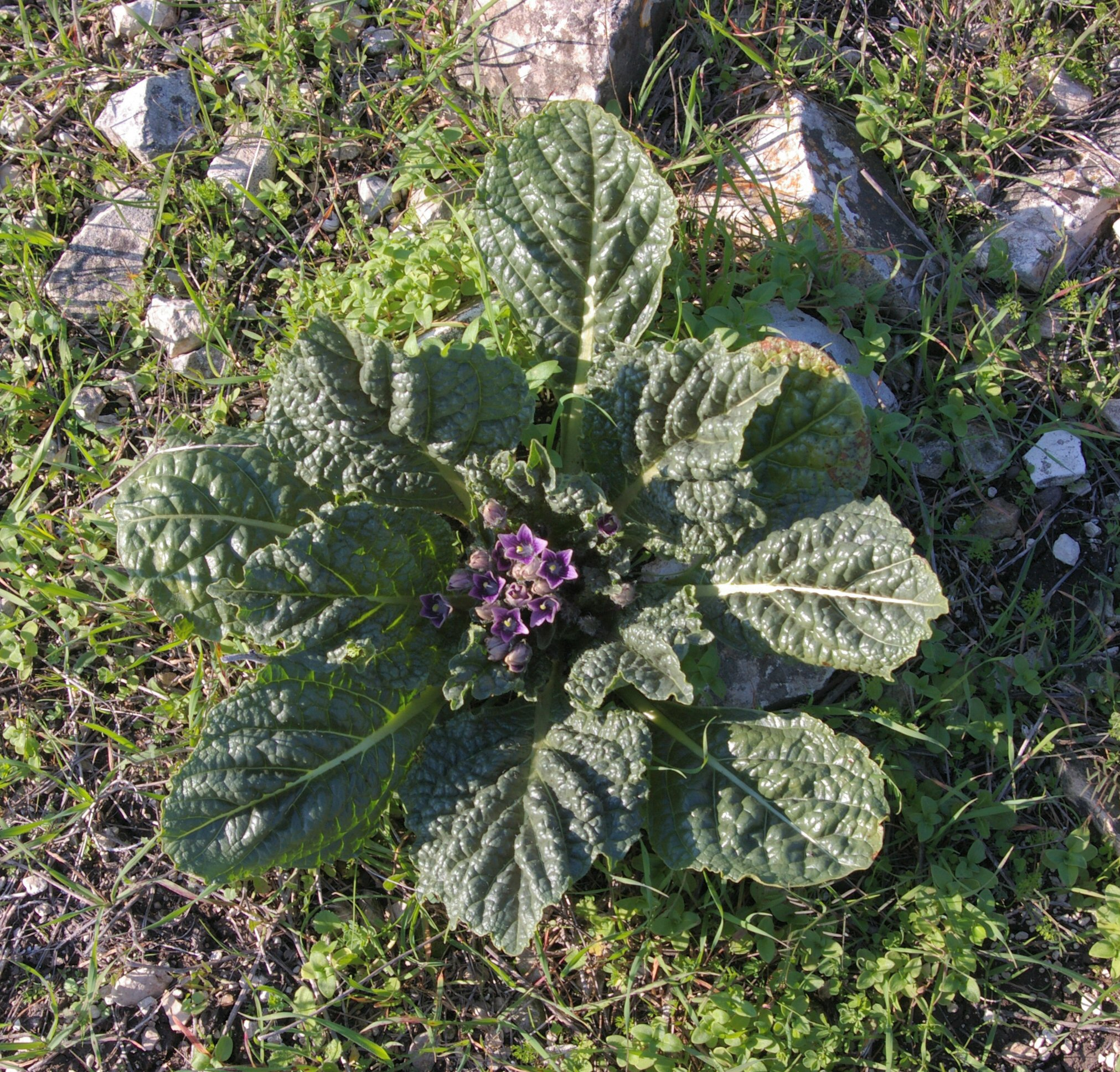
Mandragora autumnalis
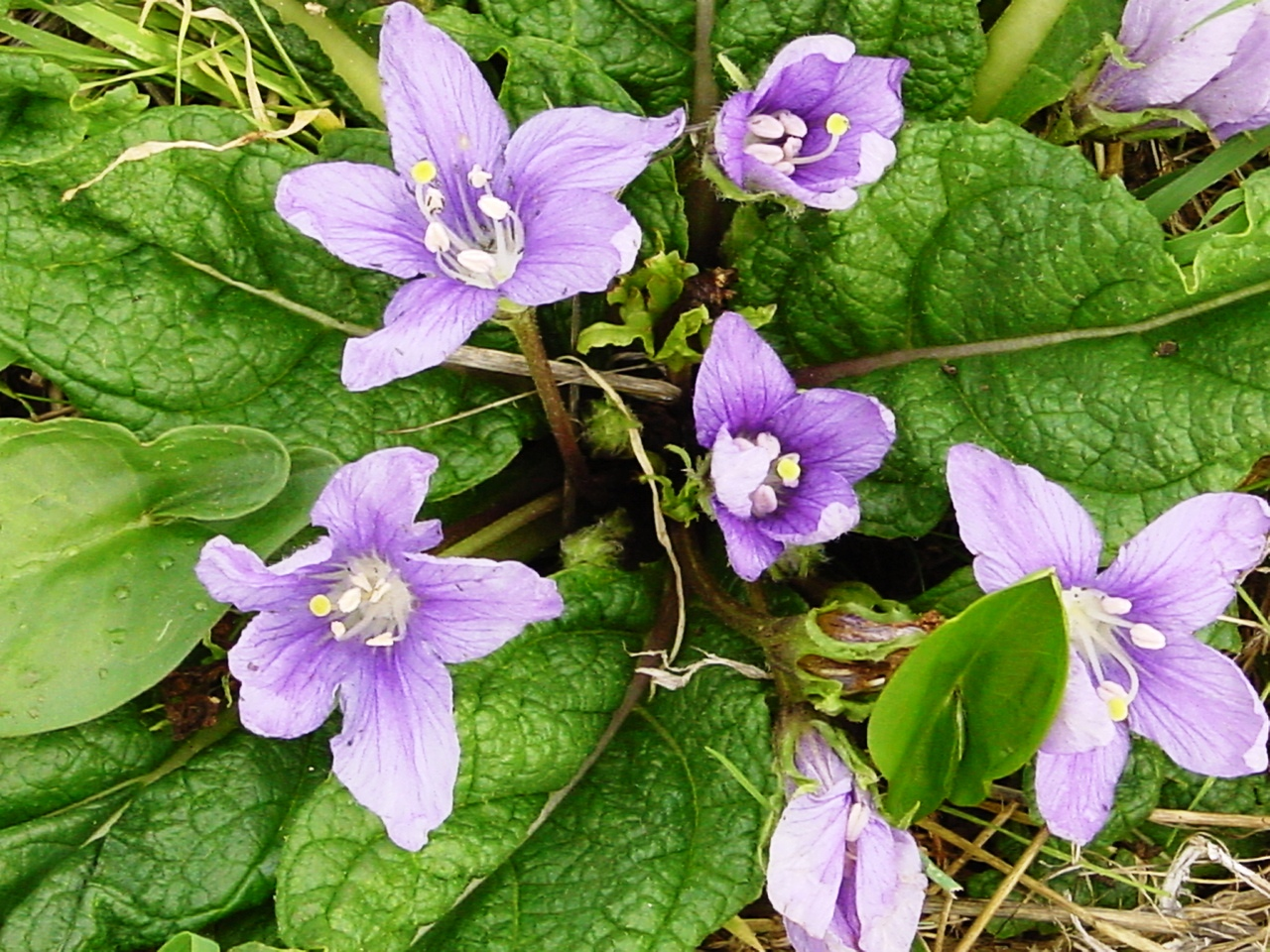
M. officinarum, flor
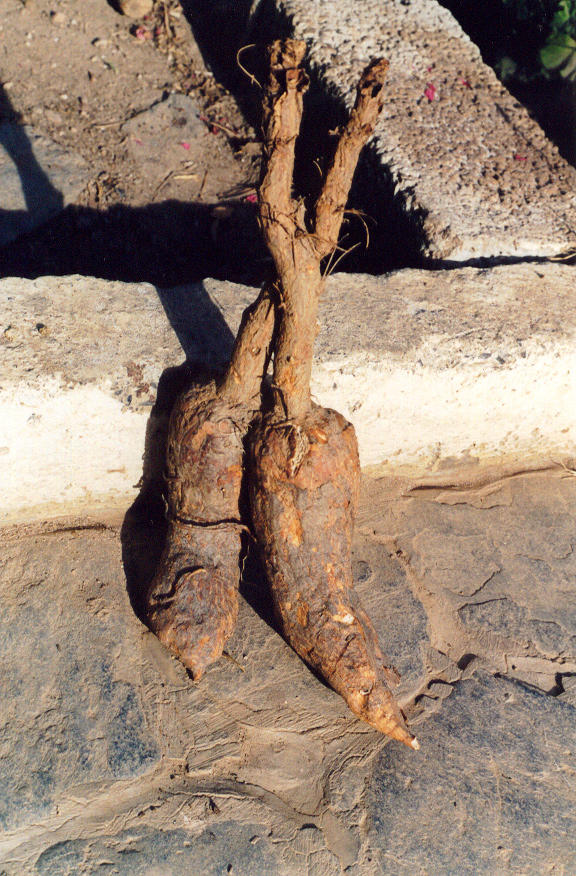
Mandrágora, raízes